# Erik Sejrsæl
Erik Sejrsæl (eller Erik Sejrssæl, østnordisk Eiríkr Sigrsæll; død cirka 995) var konge af Sverige mellem 970 og 995.
Hervarar saga oplyser at Erik var søn af Bjørn den Gamle også kaldet Bjørn Eriksson. Ifølge Adam af Bremen var Erik Sejrsæl også konge af Danmark (et enkelt år ?) efter at have fordrevet Svend Tveskæg fra tronen. Danske historikere er dog generelt skeptiske overfor Adam af Bremens oplysninger, og påpeger en række problemer ved dennes fremstilling om en svensk besættelse af Danmark.
Han var gift med Sigrid Storråde, og de blev forældre til den svenske konge Olof Skötkonung samt til datteren Holmfrid.
Hans oprindelige territorie var i Uppland og de omkringliggende områder. Han fik epiteten sejsæl efter at have besejret en invasion fra syd under slaget ved Fýrisvellir, der foregik på Fyrisvellir nær Gamla Uppsala. En af Eriks brødre ved navn Olof Björnsson var angiveligt far til Styrbjørn den Stærke, der var Eriks primære modstander ved slaget.